# María del Carmen González Guinda
María del Carmen González Guinda (28 de gener de 1961) és una política espanyola, diputada pel Partit Popular al Congrés durant les XI i XII legislatures. Llicenciada en Ciències Químiques per la Universitat de Valladolid, és professora d'educació secundària, especialitat Física i Química. En l'àmbit polític, és alcaldessa de Garrafe de Torío des de 2007 i secretària provincial del Partit Popular. En 2015 va ser triada diputada per Lleó al Congrés, després de la renúncia al seu escó de Manuel Cobo, sent reelegida en 2016.